# 护国寺大院

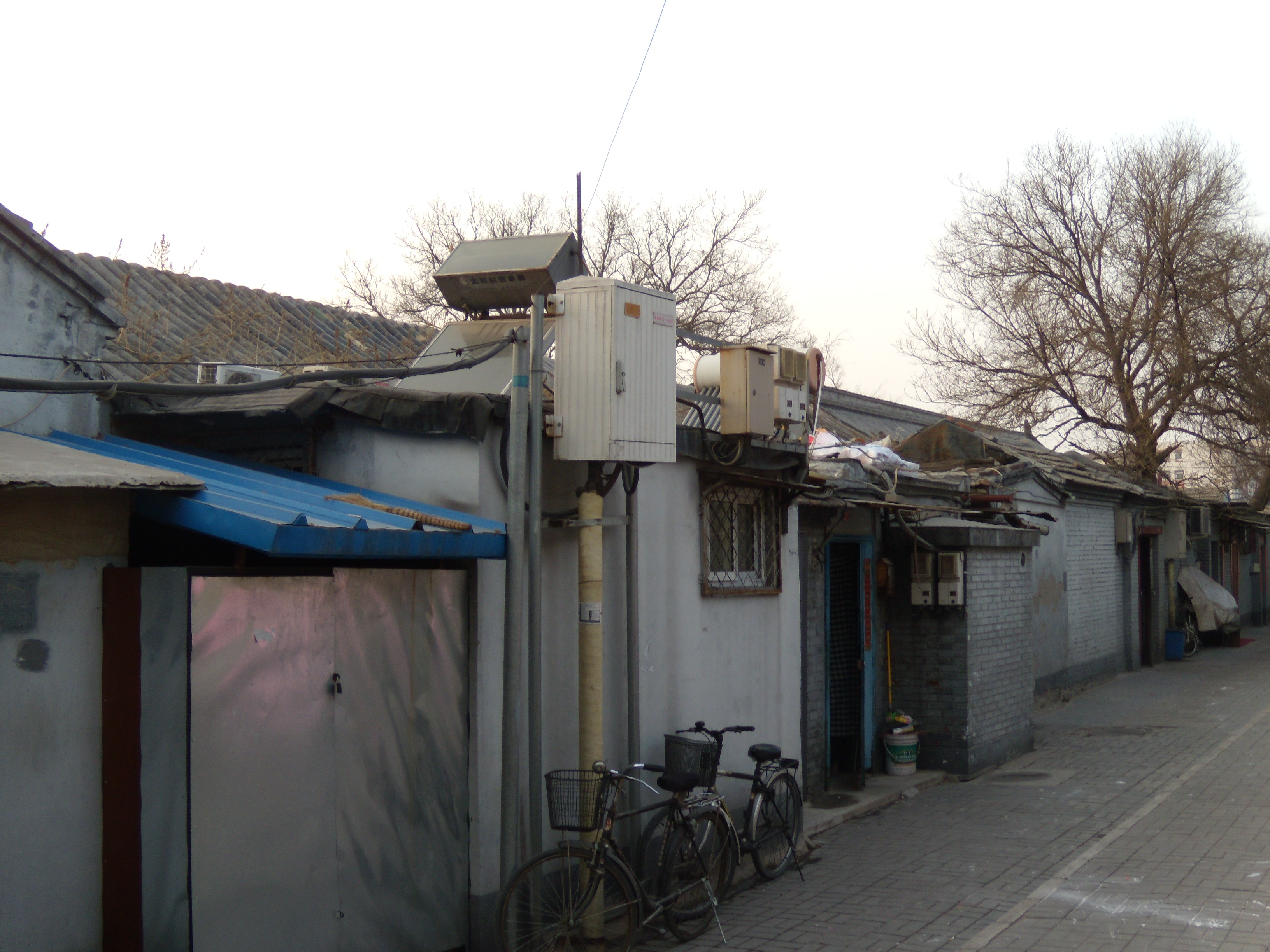
护国寺地藏殿东侧面，位于护国寺大院内的南北向的小巷西侧

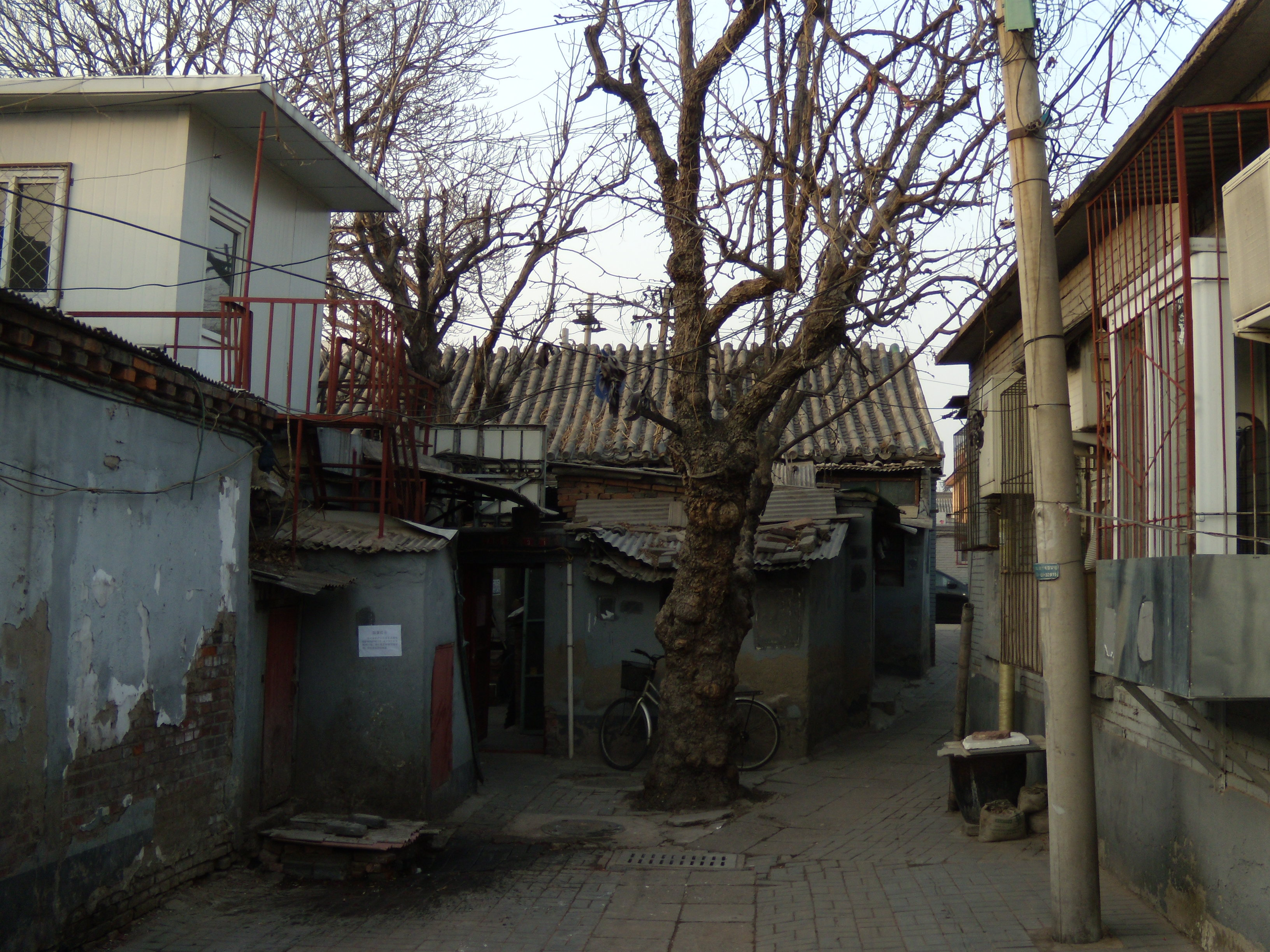
护国寺大院内的建筑

护国寺大院是中国北京市西城区的一条胡同，因护国寺而得名。

## 简介
护国寺大院即护国寺的主体部分，从垂花门至金刚殿后身，废圮后成为民居院落，十分污秽。后来，护国寺影院、煤厂、厂桥服装厂仓库设在护国寺大院内，其余全为平房住宅。
护国寺大院的道路呈不规则走向。东侧自现存的护国寺金刚殿东侧连接护国寺东巷，入口之后折向北，直达百花深处。中间有两处向西，曲折通往护国寺西巷，这两条小巷中间，还有一条南北向的小巷连通。